# Ипсен, Кристиан
Кри́стиан И́псен (англ. Kristian Ipsen; 20 октября 1992, Уолнат-Крик, Калифорния, США) — американский прыгун в воду, бронзовый призёр летних Олимпийских игр 2012 года в синхронных прыжках с трамплина в паре с Троем Дюмеем, серебряный призёр чемпионата мира 2009 года.

## Спортивная биография
Кристиан Ипсен начал заниматься прыжками в воду с самого раннего детства. С 8 лет Ипсен уже принимал участие в юниорском чемпионате США. На молодёжном уровне Ипсен успел стать трёхкратным чемпионом мира среди юниоров. В 2008 году Ипсен участвовал в национальном отборе для участия в летних Олимпийских играх в Пекине, но в индивидуальных прыжках с трамплина занял только 5-е место. После окончания игр партнёром Ипсена в синхронных прыжках стал участник трёх летних Олимпийских игр Трой Дюмей.
Первым успехом американской пары стало серебро чемпионата мира 2009 года в Риме. В 2012 году Дюмей и Ипсен приняли участие в летних Олимпийских играх в Лондоне. В синхронных прыжках американские спортсмены долгое время занимали второе место, но, получив очень высокие оценки за заключительный прыжок, американскую пару обошли россияне Илья Захаров/Евгений Кузнецов, отодвинув Дюмея и Ипсена на третью строчку.

## Личная жизнь
- У Кристиана есть младшая сестра Лорен.

## Интересные факты
В летний период, когда у спортсмена бывает отпуск, Ипсен работает в семейной пиццерии.